# HG Merz GmbH

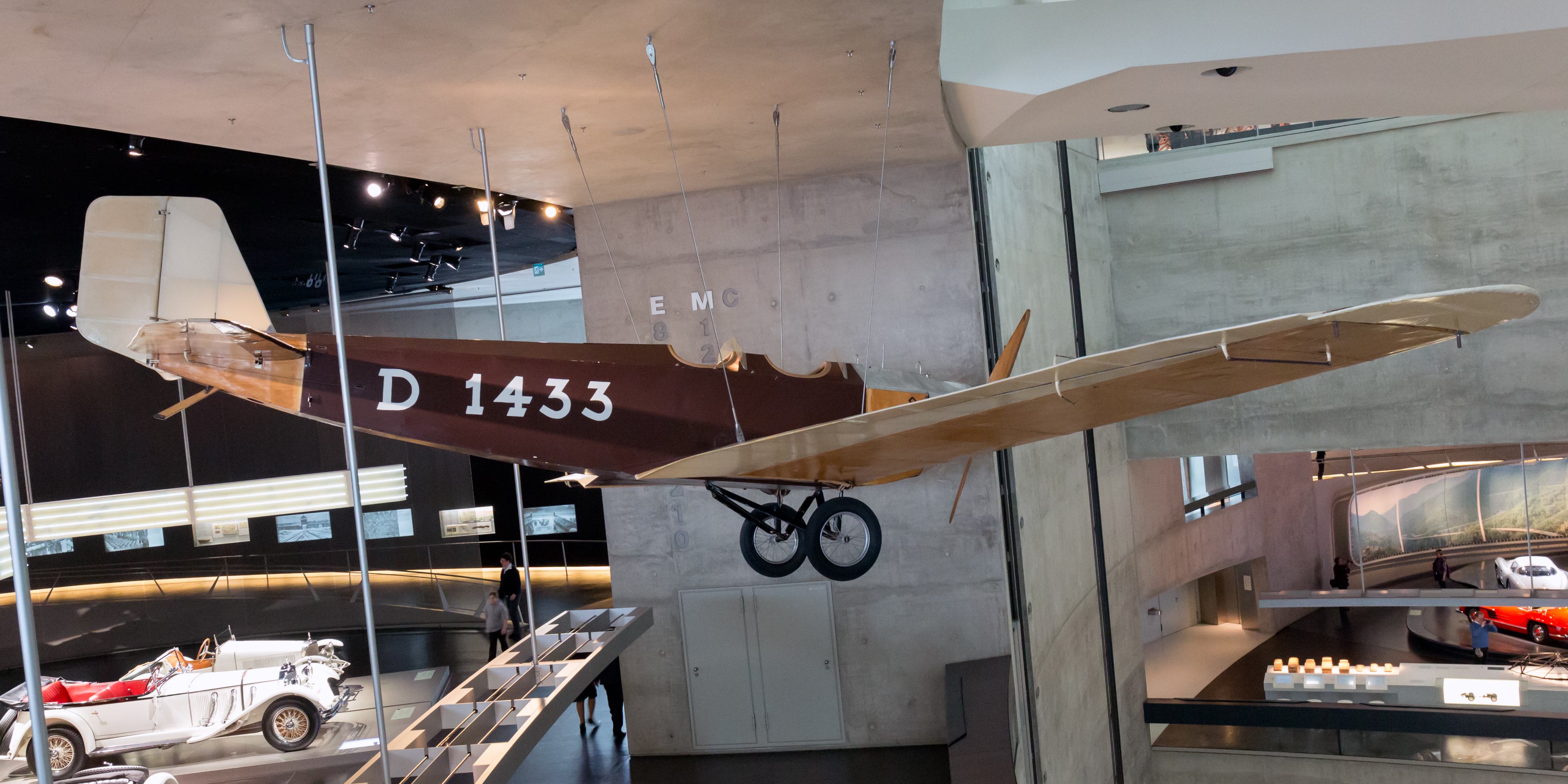
Mercedes-Benz Museum, Stuttgart, 2006

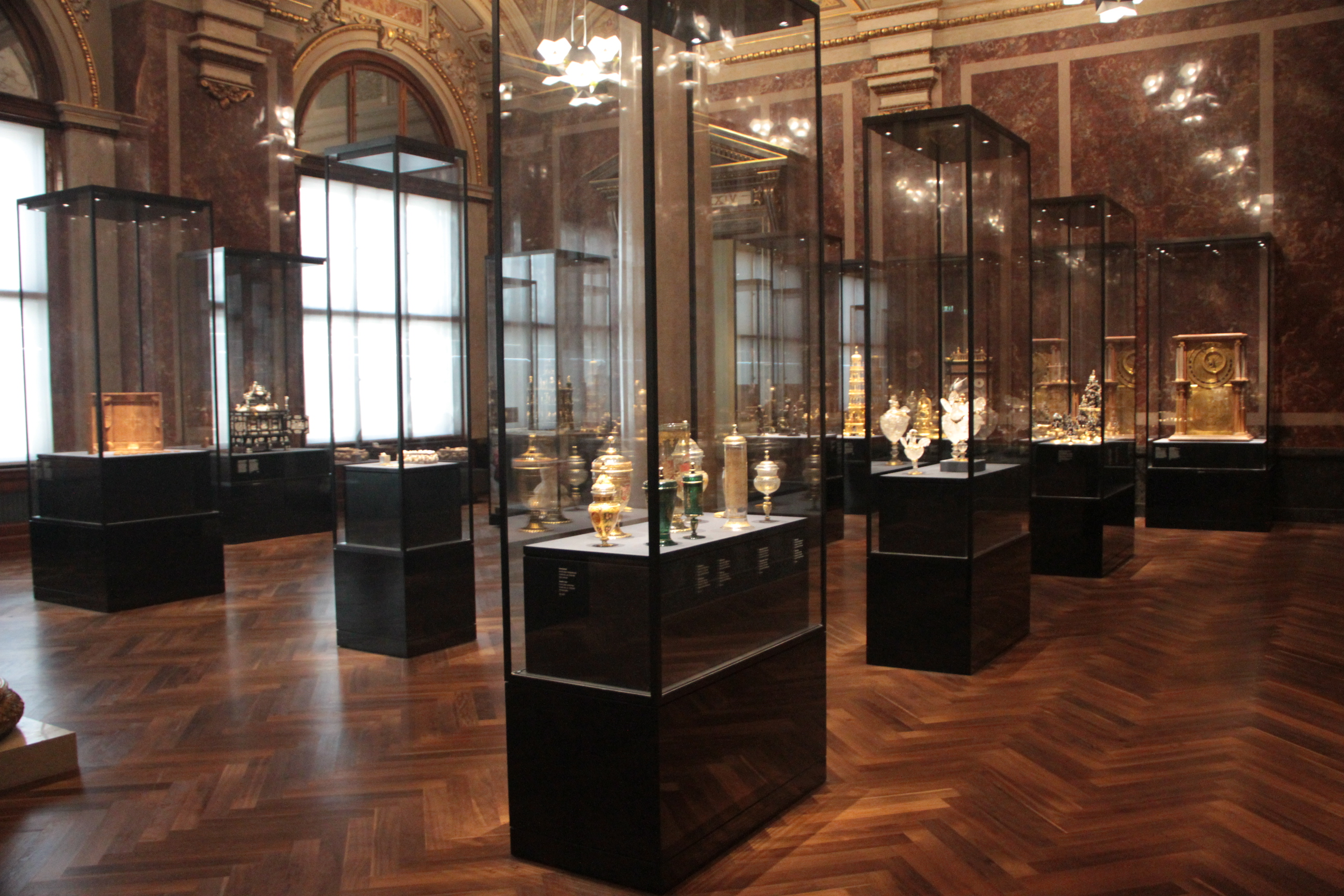
Kunstkammer Wien, Wien, 2013

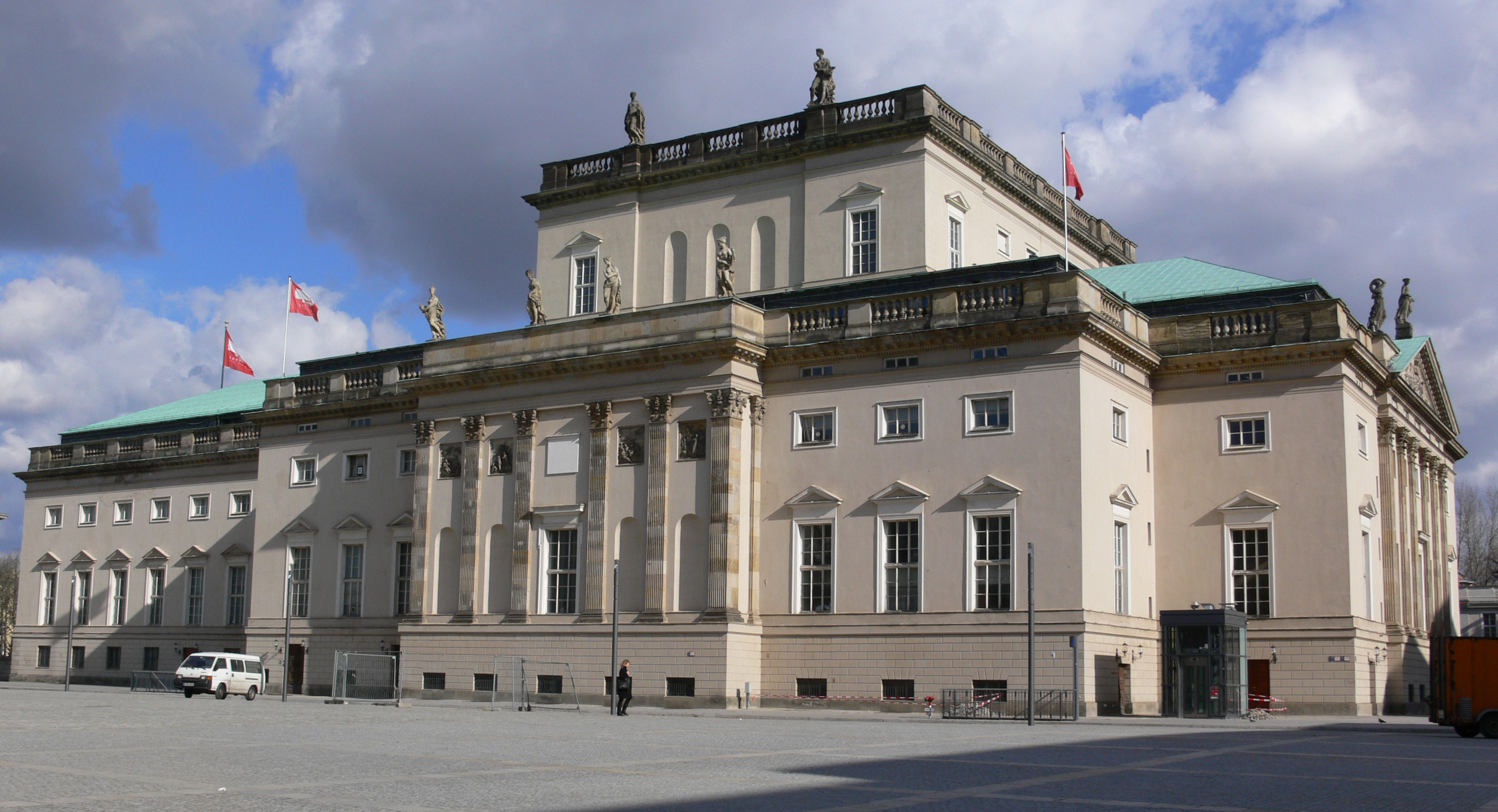
Restaurierung Staatsoper, Berlin, im Bau

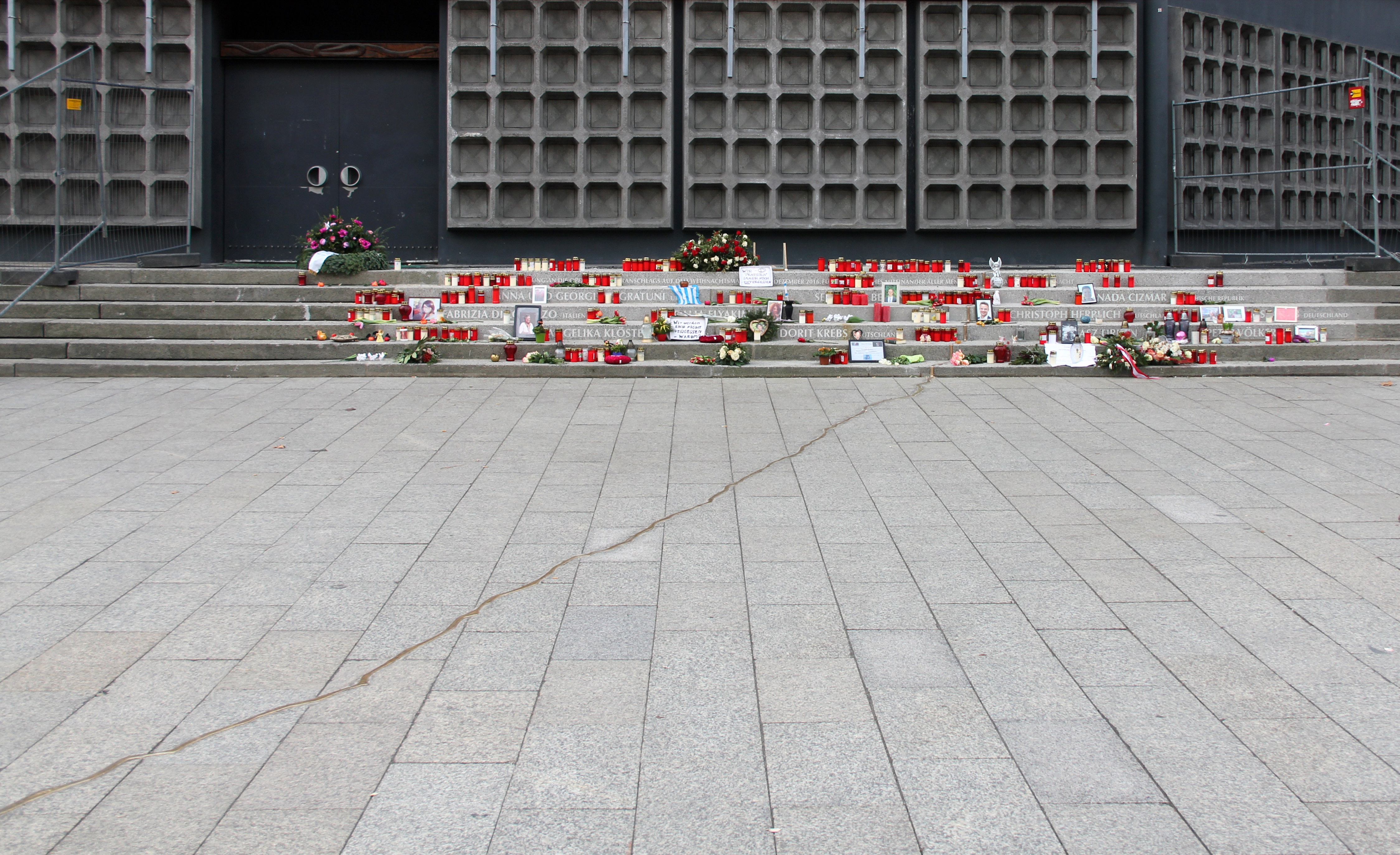
Denkmal auf dem Breitscheidplatz, in Berlin-Charlottenburg

HG Merz GmbH, auch hg merz architekten museumsgestalter, ist ein Architekturbüro mit Sitz in Stuttgart und Berlin, das auf Museums- und Ausstellungsgestaltung sowie auf den Umbau und die Erweiterung historisch bedeutender Gebäude spezialisiert ist.

## Geschichte
Das Büro wurde 1981 in Stuttgart von HG Merz gegründet und 1993 um ein Büro in Berlin erweitert. 2012 gründete das Büro das Unternehmen mm+. Während HG Merz vor allem im deutschsprachigen Raum Projekte realisiert, fokussiert sich mm+ stärker auf den internationalen Markt. Für die Museumsprojekte arbeitet HG Merz oft mit anderen Architekturbüros zusammen, z. B. Daniel Libeskind, UNStudio und Bjarke Ingels.

## Projekte (Auswahl)
- Umbau und Sanierung der Alten Nationalgalerie Berlin (1993–2001)
- Gedenkstätte Sachsenhausen: „Station Z“, Oranienburg (1998–2005)
- Mercedes-Benz Museum Stuttgart (1999–2006)
- Schmuckmuseum Reuchlinhaus Pforzheim (2002–2006)
- European School of Management and Technology, Umbau des ehemaligen Staatsratsgebäudes der DDR, Berlin (2003–2006)
- Militärhistorisches Museum der Bundeswehr Dresden (2003–2010)
- Umbau und Sanierung der Staatsbibliothek Unter den Linden Berlin (2000– ca. 2015)
- Porsche-Museum Stuttgart (2005–2008)
- Umbau und Sanierung Stasi Gedenkstätte Berlin-Hohenschönhausen, Berlin (2008–2012)
- Erweiterung und Grundinstandsetzung Staatsoper Unter den Linden, Berlin (2009–2015)
- Ruhr Museum im Weltkulturerbe Zollverein, Essen (2005–2010)
- Tirol Panorama Innsbruck (2007–2011)
- Kunstkammer des  Kunsthistorischen Museums Wien (2010–2013)
- Energiebunker, Ausstellung im Rahmen der IBA Hamburg (2012–2013)
- UNESCO-Weltkulturerbe Kloster Lorsch, Masterplan und Neubau des Empfangsgebäudes (2010–2014)
- Richard-Wagner-Museum Bayreuth (2011–2015)
- Barenboim-Said-Akademie Berlin, Umbau des Magazingebäudes der Staatsoper Unter den Linden, Konzertsaal zusammen mit Frank Gehry (2012–2016)
- Umbau und Sanierung des Umlauftanks von Ludwig Leo, Versuchsanstalt für Wasserbau und Schiffbau der TU Berlin (2014–2016)

## Auszeichnungen (Auswahl)
- 2003 Deutscher Architekturpreis, Auszeichnung
- 2006 Deutscher Kritikerpreis
- 2006 Balthasar-Neumann-Preis
- 2006 Deutscher Stahlbaupreis
- 2006 Goldener Nagel des ADC
- 2007 Deutscher Architekturpreis
- 2008 Designpreis der Bundesrepublik Deutschland
- 2010 red dot communication design award
- 2011 German Design Award des Rats für Formgebung, Silber
- 2011 red dot communication design award
- 2012  Mies van der Rohe Award, Nominierung
- 2013 Focus Open Gold
- 2013 red dot communication design award